# Obrint Pas
Obrint Pas (Katalanisch für den Weg freimachen oder auch etwas freier Wir machen den Weg frei) war eine sechsköpfige Musikgruppe aus Valencia. Der Musikstil ist eine Mischung aus Ska und Punk mit starken Einflüssen aus der katalanischen Folklore. Die Texte sind in katalanischer Sprache und haben meist einen politischen Hintergrund.

## Bandgeschichte
Obrint Pas wurde 1993 in Valencia gegründet, worauf sie 1994 ihr erstes Demo veröffentlichten. In den Folgejahren spielte Obrint Pas auf diversen Festivals, während 1997 ihr Debütalbum La revolta de l’ànima erschien. Im Jahr 2000 folgte dann Obrint Pas, welches erstmals über das Plattenlabel Propaganda pel Fet vertrieben wurde. Die nächsten Alben Terra (2003) und La Flama (2004) verhalfen Obrint Pas zu internationaler Bekanntheit, so dass sie u. a. in Deutschland, den Niederlanden und der Schweiz auftraten. Das 2005 erschienene Live-Album En Moviment wurde dem zehn Jahre zuvor verstorbenen Ovidi Montllor gewidmet und erreichte als einziges katalanischsprachiges Album eine Platzierung unter den Top 20 der meistverkauften Alben in Spanien. Neben einer Live-CD enthält das Album eine DVD u. a. mit einem Mitschnitt eines Konzertes am 30. April 2005 in Valencia mit über 10.000 Zuschauern. Anfang 2006 startete ihre „Internacionalista Tour“, mit Auftritten in Deutschland, der Schweiz, in England, auf Sardinien, im Baskenland, in Frankreich, Österreich, Ungarn, Kroatien, Tschechische Republik, Slowenien, Argentinien und Chile. Ende Mai 2014 gab die Gruppe, die schon im März 2013 ihre Auflösung angekündigt hatte, im Teatre Principal in Valencia ihre letzten drei Konzerte.

## Politisches Selbstverständnis
Das den Texten zugrunde liegende politische Selbstverständnis der Band beruht auf der, in der katalanischen linken Bewegung, weit verbreiteten Forderung nach Unabhängigkeit und Sozialismus für die katalanischen Länder (Països Catalans). In diesem Sinne wurde sein Lied La flama am 24. Oktober 2010 von 5771 Menschen in der Stadt Vic für den Lipdub „Lip dub per la independència“ übernommen und auf YouTube veröffentlicht. 

## Diskografie
- La revolta de l’ànima – 1997
- Obrint Pas – 2000
- Terra – 2002
- La flama – 2004
- En Moviment! (DVD + CD live) – 2005
- Benvingut al Paradís (CD + DVD) – 2007 (in der Version für die deutschsprachigen Länder nur CD)
- Coratge (CD) – 2011